# Dennys Reyes
Dennys Reyes (Higuera de Zaragoza, 19 aprile 1977) è un ex giocatore di baseball messicano che giocava nel ruolo di lanciatore.